# Fotolaimus marinus
Fotolaimus marinus is een rondwormensoort uit de familie van de Oncholaimidae. De wetenschappelijke naam van de soort is voor het eerst geldig gepubliceerd in 1974 door Belogurova & Belogurov.